# Силаботоническо стихосложение
Силаботоническото стихосложение (от гр. συλλαβή – сричка и τόνος – ударение) е система за създаване на стихотворна реч, която се гради върху закономерно редуване на ударени и неударени срички. Обикновено се получават съразмерно еднакъв брой срички и еднакъв брой ударения, но при употреба на многосрични думи броят на ударенията намалява. Към всяка ударена сричка се групират една или две неударени и така се образуват дву- или трисрични групи, наречени ритмически стъпки. Всеки стих в силаботоническото стихосложение се състои от определен брой ритмически стъпки. В края на стиха може да има и непълна стъпка. Стихотворенията се пишат в един ритъм, съдържат само един вид ритмическа стъпка. Рядко в едно стихотворение се употребяват смесени стихове, с различни ритмични стъпки.
Ритмическите стъпки са с названия, наследени от античното метрическо стихосложение, на което силаботоническото наподобява, като вместо дългите и кратки срички на античното при него сричките са ударени и неударени. Двусричните стъпки, според мястото на ударената сричка, са два вида: хорей, когато ударението е на първата сричка ({\displaystyle {\acute {-}}\cup }), и ямб, когато е на втората сричка ({\displaystyle \cup {\acute {-}}}); има и облекчени стъпки (пирихий) и утежнени стъпки (спондей). Трисричните ритмически стъпки са дактил ({\displaystyle {\acute {-}}\cup \cup }), амфибрахий  ({\displaystyle \cup {\acute {-}}\cup })  и анапест ({\displaystyle \cup \cup {\acute {-}}}).
„Идеалът на силаботонизма“, според Л. Левчев, е сливането на ритъма с една метрична система и съвпадението на размера с фразата, т.е. всеки стих да завършва с изреченска или полуизреченска пауза; при спазването им и съвпадение на клаузулата с логическия завършек, важно за всички стихотворни системи, се получава хармония с мощно естетическо въздействие.
Силаботоническото стихосложение се въвежда в българската поезия през XIX век (Найден Геров, Добри Чинтулов, П. Р. Славейков и др.) и става основното стихосложение в нея.